# Saint-Paul-la-Coste
 Saint-Paul-la-Coste  es una población y comuna francesa, situada en la región de Languedoc-Rosellón, departamento de Gard, en el distrito de Alès y cantón de Alès-Ouest.

## Demografía
| 234 | 184 | 194 | 172 | 193 | 220 |
| Para los censos de 1962 a 1999 la población legal corresponde a la población sin duplicidades (Fuente: INSEE [Consultar]) |     |     |     |     |     |